# نبرد آتن (۱۹۴۶)

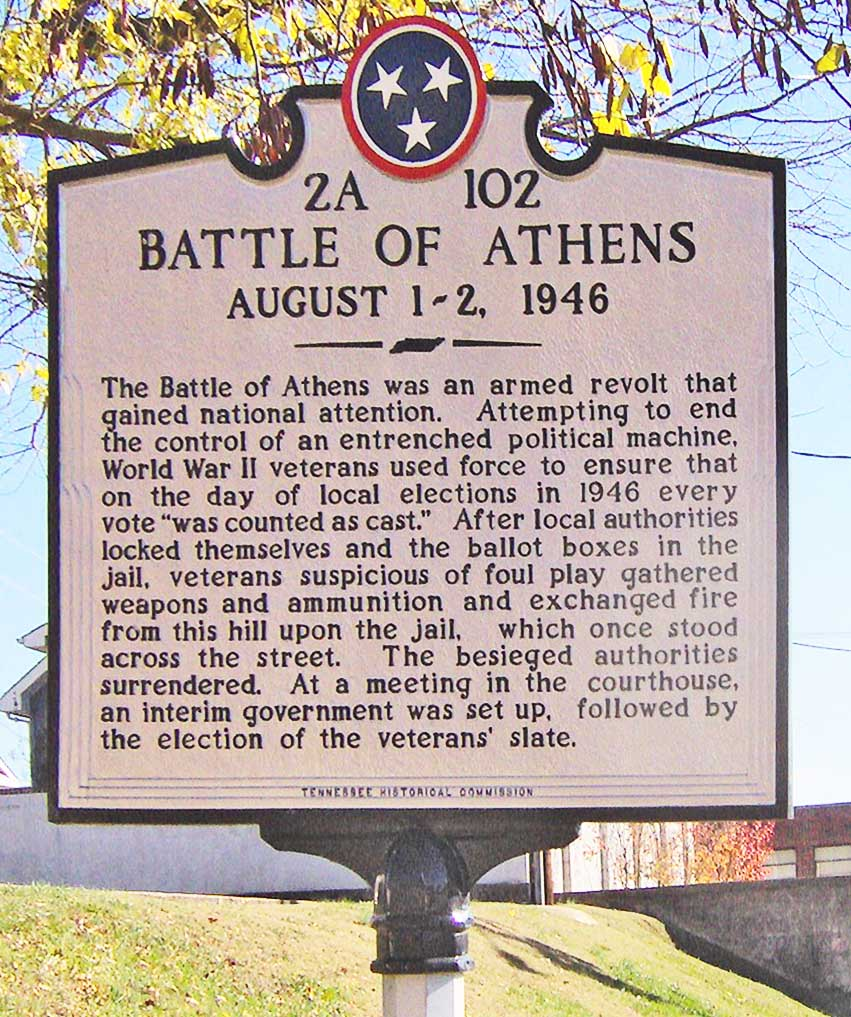
تابلوی کمیسیون تاریخی تنسی در آتن، تنسی، در جنوب شرقی ایالات متحده. این تابلو «نبرد آتن» را به یاد می‌آورد که در 2 اوت 1946 رخ داد، زمانی که مقامات محلی خود را در زندان قدیمی قفل کردند (قبلاً خارج از دوربین در سمت راست) ظاهراً برای اصلاح نتایج انتخابات. یک گروه مسلح از جانبازان و حامیان جنگ جهانی دوم در تپه سمت چپ تجمع کردند و با مقامات زندان تبادل آتش کردند.

نبرد آتن (انگلیسی: Battle of Athens) یا جنگ مکمین کاونتی، شورش از سوی شهروندان در آتن و اتوواه آمریکا، علیه دولت‌های محلی در ۱۹۴۶ بود. شهروندان، از جمله برخی از کهنه سربازان جنگ جهانی دوم، مسئولین محلی را به فساد سیاسی و ترساندن رای‌دهندگان متهم کردند. این رخداد گاهی از سوی مدافعین مالکیت جنگ‌افزار گرم به عنوان مثالی از ارزش متمم دوم قانون اساسی ایالات متحده آمریکا در مبارزه با جباریت یاد می‌شود.